# Station Fuglebakken
Station Fuglebakken is een S-tog-station in Frederiksberg, Denemarken, op de plek waar de spoorlijn Hellerup - Vigerslev de Borups Allé kruist.
Op 3 april 1934 werd de eerste S-tog lijn (lijn F) tussen Frederiksberg en Klampenborg geopend die ten noorden van Vanløse over de spoorlijn Hellerup – Vigerslev reed. Het station bij de Borups Allé werd aan de lijn toegevoegd en zou ook naar de straat genoemd worden. Vlak voor de opening op 15 mei 1936 werd echter besloten om het station Fuglebakken te noemen om verwarring met station Borup (gelegen in de plaats Borup) en de halte Borupgård (in Borup nabij Gørløse te voorkomen. De treinkaartjes en dienstregelingen konden nog worden aangepast, maar op de overzichtskaarten van de S-tog heeft de foutieve naam Borups Allé nog wel enkele jaren gestaan.
In 1998 werd het station gerenoveerd, waarbij onder andere liften werden gebouwd en een fietsenstalling aangelegd. De zijperrons zijn via trappen en liften toegankelijk.
Het station is onbemand en heeft geen openbare toiletten.

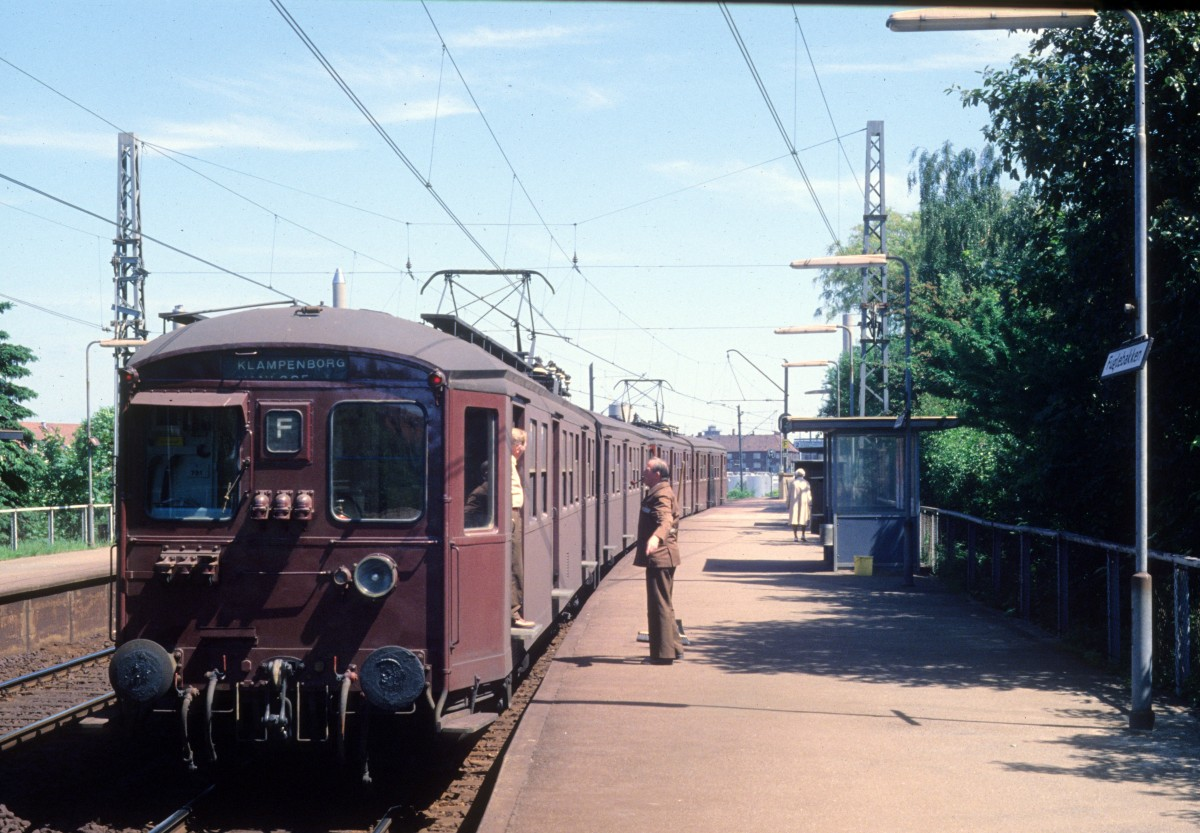
S-togstel van de eerste generatie in het station in 1978.
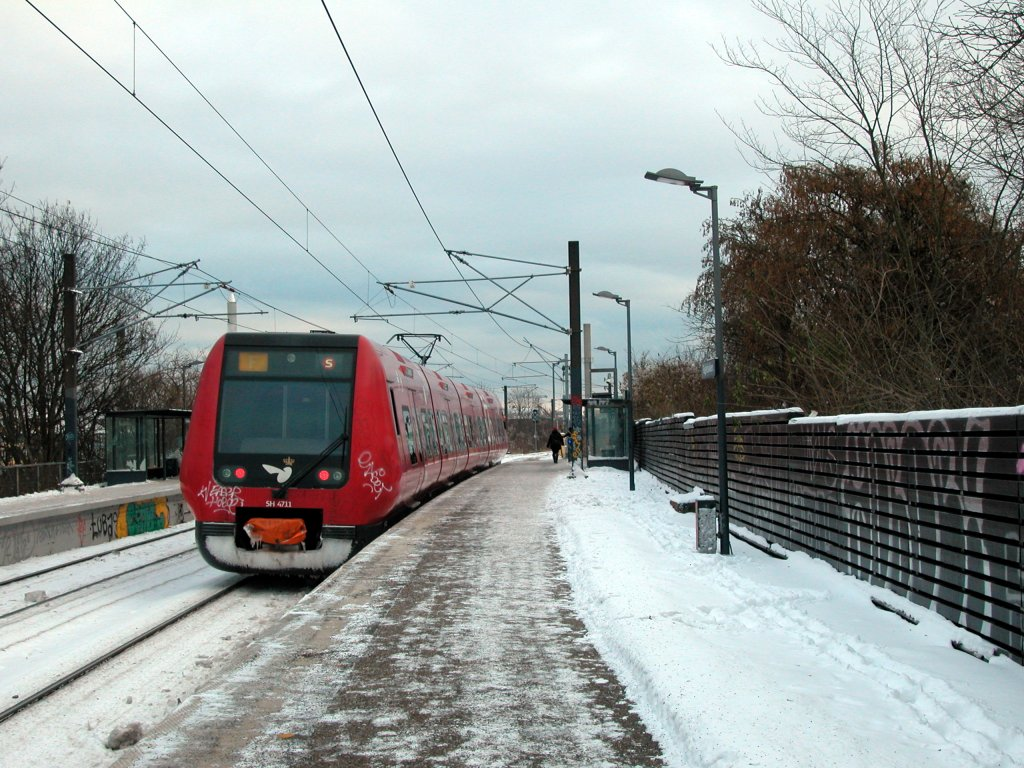
S-togstel van de vierde generatie op bijna hetzelfde punt in 2012.
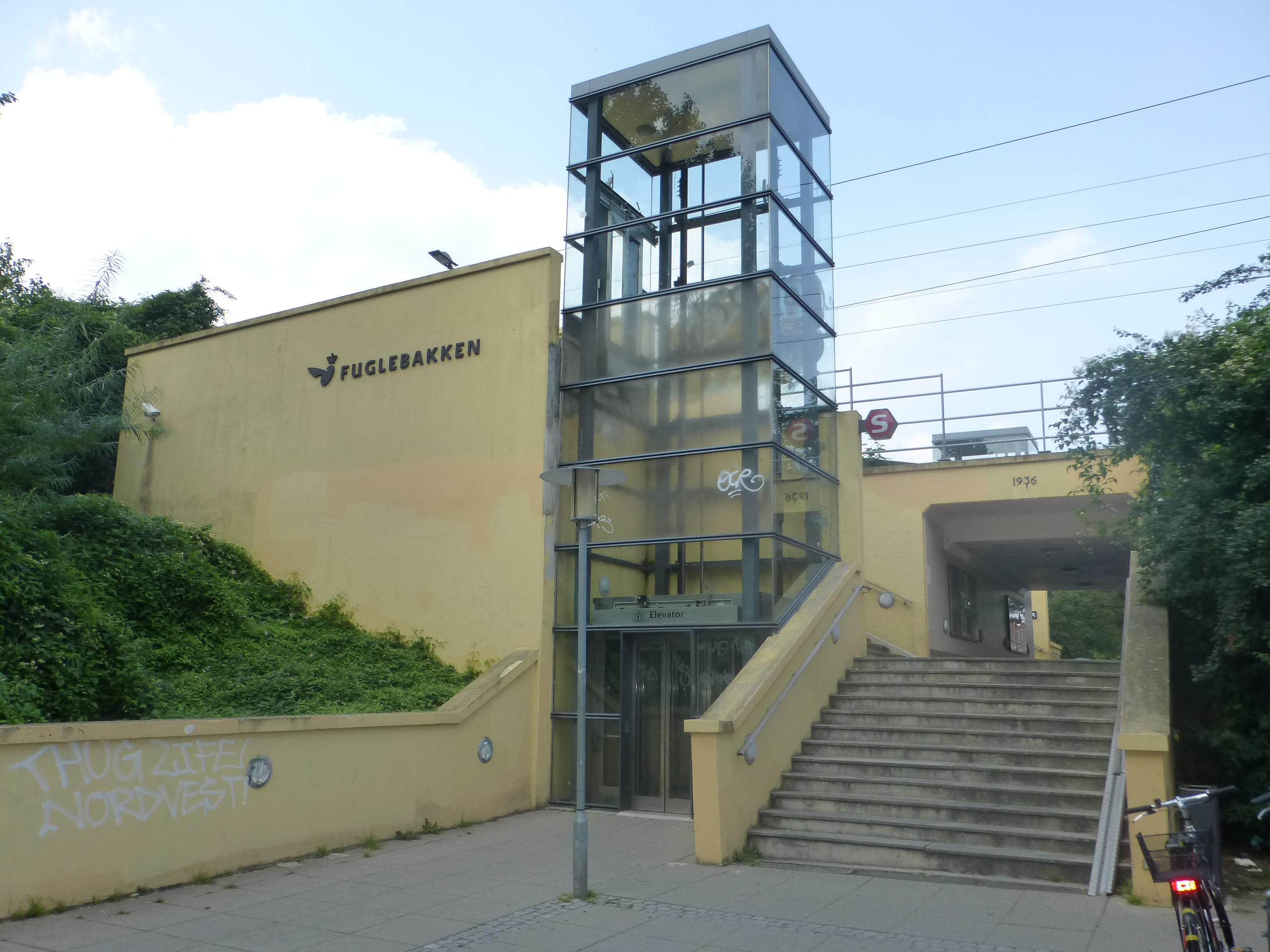
De zuidkant van de toegang bij de Solsortvej.

Hellerup · Ryparken · Bispebjerg · Nørrebro · Fuglebakken · Grøndal · Flintholm · KB Hallen · Ålholm · Danshøj · Vigerslev Allé · Ny Ellebjerg